# Thurnia
Thurnia és un gènere botànic de plantes de flors pertanyent a la família Thurniaceae que consisteix en tres espècies.

## Espècies seleccionades
- Thurnia jenmani
- Thurnia polycephala
- Thurnia sphaerocephala